# 詹姆斯·施莱辛格
詹姆斯·施莱辛格（英語：James R. Schlesinger；1929年2月15日—2014年3月27日）是美国的经济学家、政治家，1973年至1975年在尼克松和福特总统任内担任美国国防部部长，后在卡特总统任内担任首任美国能源部部长。任国防部长期间，施莱辛格反对赦免不服兵役者，要求开发更为先进的核武器系统，并支持研发A-10和轻型战斗机（后来的F-16战斗机）。
在水门事件曝光后的1974年8月，施莱辛格向众将领强调，在执行尼克松的命令前，要向他本人和参联会主席复核命令。